# Leicester City Women Football Club
El Leicester City Women Football Club es un club de fútbol femenino inglés con sede en Quorn, Leicestershire. Se fundó en 2004 como un club independiente y fue adquirido en 2020 por King Power, empresa que es también dueña de la sección masculina Leicester City FC. Compite en la FA Women's Super League, máxima categoría del fútbol femenino en Inglaterra.
El club ascendió a la División Norte de la Premier League en 2016 tras ganar un récord de 22 partidos seguidos. Después de terminar tercero y segundo en la División Norte en 2017 y 2018 respectivamente, solicitó participar en la temporada inaugural de la FA Women's Championship (segunda división). La oferta fue aceptada por la Asociación Inglesa de Fútbol en mayo de 2018.
En 2021 el equipo ascendió por primera vez en su historia a la primera división inglesa.

## Palmarés
| Competición nacional          | Títulos | Subcampeonatos |
| ----------------------------- | ------- | -------------- |
| FA Women's Championship (1/0) | 2020-21 |                |